# 美林猪笼草
美林猪笼草（学名：Nepenthes merrilliana）是菲律宾特有的热带食虫植物。其捕虫笼的大小可与马来王猪笼草（N. rajah）媲美，是猪笼草属中捕虫笼最大的猪笼草之一。
美林猪笼草原产于棉兰老岛中北部和迪纳加特岛及薩馬島附近。还不确定是否存在于棉兰老岛南部。其生长于沿海森林地区的陡峭斜坡上，海拔为0至1100米。 
美林猪笼草与苏里高猪笼草（N. surigaoensis）之间存在着密切的近缘关系，在很长一段时间内都被认为是该物种的同物异名。除此之外，美林猪笼草也与萨马岛猪笼草（N. samar）之间存在着密切的近缘关系。

## 自然杂交种
- N. alata × N. merrilliana [=N. × merrilliata][8][12]
- ? (N. alata × N. merrilliana) × N. mirabilis [=N. × tsangoya]
- N. bellii × N. merrilliana[7]
- N. merrilliana × N. mindanaoensis[7]
- N. merrilliana × N. mirabilis[7]

## 扩展阅读
- 食虫植物照片搜寻引擎中美林猪笼草的照片 （页面存档备份，存于）

 维基共享资源上的相關多媒體資源：美林猪笼草
 維基物種上的相關：美林猪笼草